# Grand Island
Grand Island és una població dels Estats Units a l'estat de Nebraska. Segons el cens del 2000 tenia 42.940 habitants.

## Demografia
Segons el cens del 2000, Grand Island tenia 42.940 habitants, 16.426 habitatges, i 11.038 famílies. La densitat de població era de 772,2 habitants per km².
Dels 16.426 habitatges en un 34,3% hi vivien nens de menys de 18 anys, en un 53% hi vivien parelles casades, en un 10,4% dones solteres, i en un 32,8% no eren unitats familiars. En el 27,1% dels habitatges hi vivien persones soles l'11,1% de les quals corresponia a persones de 65 anys o més que vivien soles. El nombre mitjà de persones vivint en cada habitatge era de 2,55 i el nombre mitjà de persones que vivien en cada família era de 3,09.
Per edats la població es repartia de la següent manera: un 27% tenia menys de 18 anys, un 9,5% entre 18 i 24, un 28,6% entre 25 i 44, un 20,8% de 45 a 60 i un 14,1% 65 anys o més.
L'edat mediana era de 35 anys. Per cada 100 dones de 18 o més anys hi havia 96 homes.
La renda mediana per habitatge era de 36.044 $ i la renda mediana per família de 43.197 $. Els homes tenien una renda mediana de 28.925 $ mentre que les dones 20.521 $. La renda per capita de la població era de 17.071 $. Aproximadament el 9,9% de les famílies i el 12,8% de la població estaven per davall del llindar de pobresa.

## Poblacions més properes
El següent diagrama mostra les poblacions més properes.